# Dosa (gastronomia)
Il dosa (in kannada ದೋಸೆ, traslitterato dōse; in tulu ದೋಸೆ, traslitterato dōse; in malayalam ദോശ, traslitterato dōsa, in tamil தோசை, traslitterato, dōsai; in telugu దోస, traslitterato dōsa) è un piatto indiano a base di riso e fagioli mungo neri.

## Storia
Sebbene si sappia per certo che i dosa provengano dall'India meridionale, la loro origine viene rivendicata da più parti. Stando a un'opinione diffusa, i dosa proverrebbero dalla città di Udupi nello stato del Karnataka in quanto vengono spesso associati alla cucina del luogo. Anche lo storico P. Thankappan Nair supporta l'idea che i dosa siano originari della città di Udupi. Affidandosi ai riferimenti della letteratura Sangam, K. T. Achaya sostiene invece che il dosa fu inventato nel Tamilakam intorno al I secolo d.C.. Un'antica ricetta del dosaka appare nel Manasollasa, un'enciclopedia in lingua sanscrita del XII secolo compilata dal re Someshvara III, che governò in quella che viene oggi conosciuta come Karnataka.
In seguito all'indipendenza del Paese avvenuta durante la prima metà del XIX secolo, la cucina dell'India meridionale si diffuse nel nord del subcontinente anche grazie a vari punti di ristoro udupi che aprirono a Mumbai. Degno di nota è anche il Madras Hotel di Connaught Place, a Delhi, che fu tra i primi e più importanti ristoranti di cucina meridionale nell'India settentrionale.
Oggi i dosa vengono consumati in tutta l'India, specialmente nelle aree meridionali del paese, e dai tamil (popolo) dello Sri Lanka.

## Caratteristiche e preparazione
Il dosa è una frittella salata a base di riso e fagioli mungo neri non molto dissimile nell'aspetto da una crespella. Per prepararlo vengono messi a mollo nell'acqua riso e fagioli che vengono successivamente macinati fino a quando si verrà a formare una pastella. L'impasto può anche essere insaporito con il fieno greco e viene messo a fermentare per una notte. La pastella viene quindi versata su una tava (una padella spesso usata nella cucina indiana) unta con olio o burro chiarificato e modellata a piacere durante la cottura con un mestolo. Il dosa viene servito ancora caldo e può essere consumato con il chutney, il sambar l'idlii podi o le patate stufate.

## Valori nutrizionali
La frittella è ricca di carboidrati, proteine e non contiene zuccheri aggiunti o grassi saturi. Un dosa naturale fatta in casa e senza olio contiene circa 112 calorie, di cui l'84% è costituito da carboidrati e il 16% da proteine. Il processo di fermentazione aumenta il contenuto di vitamina B e vitamina C.